# Maybellene
Maybellene – utwór Chucka Berry’ego wydany w lipcu 1955 roku jako singel przez Chess Records w Chicago. Utwór opowiada historię wyścigu hot rodem oraz przerwanego romansu. Jest to pierwszy singel Berry’ego, a zarazem jego pierwszy hit. „Maybellene” uznawany jest za jeden z pierwszych rock and rollowych singli, magazyn Rolling Stone uznał, iż „tu zaczyna się rock & rollowa gitara”.
W 1955 roku singel osiągnął czwarte miejsce na rockowej liście Billboardu oraz pierwsze na liście R&B. Berry był pierwszym Afroamerykaninem, który dotarł do pierwszej dziesiątki listy. W 2004 utwór został sklasyfikowany na 18. miejscu listy 500 utworów wszech czasów magazynu Rolling Stone. National Public Radio umieściło utwór na liście „NPR 100” – 100 najważniejszych amerykańskich utworów muzycznych XX wieku.
Tytuł jest często pisany błędnie jako Maybelline, nawet w niektórych wydaniach kompilacyjnych. Nazwa ta jest używana przez L’Oréal dla linii kosmetyków.